# FA Cup 1935-1936
La FA Cup 1935-1936 è stata la 61ª edizione della principale coppa nazionale inglese, nonché della più antica competizione calcistica del mondo. Il trofeo fu vinto per la seconda volta dall'Arsenal, che nella finale di Wembley, batté con il punteggio di 1-0, il sorprendente Sheffield United, club di Second Division.

## Calendario
Il torneo principale era preceduto da due turni preliminari e quattro turni di qualificazione, mentre la competizione vera e propria, prevedeva sei turni (con i club di First e Second Division che entravano in lizza a partire dal terzo turno), prima di semifinali e finale.
In caso di pareggio dopo i novanta minuti, era prevista la ripetizione della gara, invertendo il campo. In caso di ulteriore pareggio si procedeva con altre ripetizioni, in campo neutro, fin quando una squadra non risultava vincitrice.
Le semifinali e la finale si disputavano tutte in campo neutro.
| Fase                    | Turno                        | Data                     | Squadre che entrano in questo turno | Squadre qualificate dal turno precedente |
| ----------------------- | ---------------------------- | ------------------------ | --- | ---------------------------------------- |
| Turni di qualificazione | Turno Extra-Preliminare      | Sabato 7 settembre 1935  | Non league | Non league                               |
| Turni di qualificazione | Turno Preliminare            | Sabato 21 settembre 1935 | Non league | Non league                               |
| Turni di qualificazione | Primo Turno Qualificazione   | Sabato 5 ottobre 1935    | Non league | Non league                               |
| Turni di qualificazione | Secondo Turno Qualificazione | Sabato 19 ottobre 1935   | Non league | Non league                               |
| Turni di qualificazione | Terzo Turno Qualificazione   | Sabato 2 novembre 1935   | Non league | Non league                               |
| Turni di qualificazione | Quarto Turno Qualificazione  | Sabato 16 novembre 1935  | Non league | Non league                               |
| Torneo principale       | Primo Turno (68 squadre)     | Sabato 30 novembre 1935  | 21 squadre della Third Division North. 20 squadre della Third Division South. 2 squadre di non league                                      | 25 provenienti dalle qualificazioni      |
| Torneo principale       | Secondo Turno (34 squadre)   | Sabato 14 dicembre 1935  | | 34 squadre vincitrici del primo turno    |
| Torneo principale       | Terzo Turno (64 squadre)     | Sabato 11 gennaio 1936   | 22 squadre della First Division 22 squadre della Second Division 1 squadra della Third Division North 2 squadre della Third Division South | 17 squadre vincitrici del secondo turno  |
| Torneo principale       | Quarto Turno (32 squadre)    | Sabato 25 gennaio 1936   | | 32 squadre vincitrici del terzo turno    |
| Torneo principale       | Quinto Turno (16 squadre)    | Sabato 15 febbraio 1936  | | 16 squadre vincitrici del quarto turno   |
| Torneo principale       | Sesto Turno (8 squadre)      | Sabato 29 febbraio 1936  | | 8 squadre vincitrici del quinto turno    |
| Torneo principale       | Semi-Finali (4 squadre)      | Sabato 21 marzo 1936     | | 4 squadre vincitrici del sesto turno     |
| Torneo principale       | Finale (2 squadre)           | Sabato 25 aprile 1936    | | 2 squadre vincitrici delle semifinali    |

## Primo turno
| Gara   | Squadra di casa                 | Risultato | Squadra in trasferta            | Data             |
| ------ | ------------------------------- | --------- | ------------------------------- | ---------------- |
| 1      | Chester                         | 1–0       | Gateshead                       | 30 novembre 1935 |
| 2      | Chesterfield                    | 3–0       | Southport                       | 30 novembre 1935 |
| 3      | Darlington                      | 4–2       | Accrington Stanley              | 30 novembre 1935 |
| 4      | Barrow                          | 4–1       | Wrexham                         | 30 novembre 1935 |
| 5      | Bristol City                    | 0–1       | Crystal Palace                  | 30 novembre 1935 |
| 6      | Grantham                        | 0–2       | Notts County                    | 30 novembre 1935 |
| 7      | Southall                        | 3–1       | Swindon Town                    | 30 novembre 1935 |
| 8      | Reading                         | 8–3       | Corinthian                      | 30 novembre 1935 |
| 9      | Walsall                         | 2–0       | Lincoln City                    | 30 novembre 1935 |
| 10     | Crewe Alexandra                 | 4–2       | Boston United                   | 30 novembre 1935 |
| 11     | Gainsborough Trinity            | 3–1       | Blyth Spartans                  | 30 novembre 1935 |
| 12     | Scarborough                     | 2–0       | Darwen                          | 30 novembre 1935 |
| 13     | Tranmere Rovers                 | 3–0       | Carlisle United                 | 30 novembre 1935 |
| 14     | Kidderminster Harriers          | 4–1       | Bishop Auckland                 | 30 novembre 1935 |
| 15     | Northampton Town                | 0–0       | Bristol Rovers                  | 30 novembre 1935 |
| Replay | Bristol Rovers                  | 3–1       | Northampton Town                | 4 dicembre 1935  |
| 16     | Coventry City                   | 1–1       | Scunthorpe & Lindsey United     | 30 novembre 1935 |
| Replay | Scunthorpe & Lindsey United     | 4–2       | Coventry City                   | 9 dicembre 1935  |
| 17     | Brighton & Hove Albion          | 0–0       | Cheltenham Town                 | 30 novembre 1935 |
| Replay | Cheltenham Town                 | 0–6       | Brighton & Hove Albion          | 4 dicembre 1935  |
| 18     | Clapton Orient                  | 0–0       | Aldershot                       | 30 novembre 1935 |
| Replay | Aldershot                       | 0–1       | Clapton Orient                  | 4 dicembre 1935  |
| 19     | Oldham Athletic                 | 6–1       | Ferryhill Athletic              | 30 novembre 1935 |
| 20     | Nunhead                         | 2–4       | Watford                         | 30 novembre 1935 |
| 21     | Exeter City                     | 0–4       | Gillingham                      | 30 novembre 1935 |
| 22     | Mansfield Town                  | 2–3       | Hartlepools United              | 30 novembre 1935 |
| 23     | Cardiff City                    | 0–3       | Dartford                        | 30 novembre 1935 |
| 24     | Halifax Town                    | 4–0       | Rochdale                        | 30 novembre 1935 |
| 25     | Stalybridge Celtic              | 4–0       | Kells United                    | 30 novembre 1935 |
| 26     | Newport County                  | 0–1       | Southend United                 | 30 novembre 1935 |
| 27     | Margate                         | 3–1       | Queens Park Rangers             | 30 novembre 1935 |
| 28     | Yeovil & Petter's United        | 0–1       | Newport (IOW)                   | 30 novembre 1935 |
| 29     | Dulwich Hamlet                  | 2–3       | Torquay United                  | 30 novembre 1935 |
| 30     | New Brighton                    | 1–3       | Workington                      | 30 novembre 1935 |
| 31     | Walthamstow Avenue              | 1–1       | Bournemouth & Boscombe Athletic | 30 novembre 1935 |
| Replay | Bournemouth & Boscombe Athletic | 8–1       | Walthamstow Avenue              | 4 dicembre 1935  |
| 32     | York City                       | 1–5       | Burton Town                     | 30 novembre 1935 |
| 33     | Romford                         | 3–3       | Folkestone                      | 30 novembre 1935 |
| Replay | Folkestone                      | 2–1       | Romford                         | 4 dicembre 1935  |
| 34     | Wigan Athletic                  | 1–2       | Rotherham United                | 30 novembre 1935 |

## Secondo turno
| Gara   | Squadra di casa                 | Risultato | Squadra in trasferta        | Data             |
| ------ | ------------------------------- | --------- | --------------------------- | ---------------- |
| 1      | Chester                         | 3–3       | Reading                     | 14 dicembre 1935 |
| Replay | Reading                         | 3–0       | Chester                     | 18 dicembre 1935 |
| 2      | Chesterfield                    | 0–0       | Walsall                     | 14 dicembre 1935 |
| Replay | Walsall                         | 2–1       | Chesterfield                | 19 dicembre 1935 |
| 3      | Dartford                        | 4–0       | Gainsborough Trinity        | 14 dicembre 1935 |
| 4      | Bournemouth & Boscombe Athletic | 5–2       | Barrow                      | 14 dicembre 1935 |
| 5      | Southall                        | 8–0       | Newport (IOW)               | 14 dicembre 1935 |
| 6      | Folkestone                      | 1–2       | Clapton Orient              | 14 dicembre 1935 |
| 7      | Notts County                    | 3–0       | Torquay United              | 14 dicembre 1935 |
| 8      | Crewe Alexandra                 | 2–1       | Gillingham                  | 14 dicembre 1935 |
| 9      | Scarborough                     | 1–1       | Brighton & Hove Albion      | 14 dicembre 1935 |
| Replay | Brighton & Hove Albion          | 3–0       | Scarborough                 | 18 dicembre 1935 |
| 10     | Tranmere Rovers                 | 6–2       | Scunthorpe & Lindsey United | 14 dicembre 1935 |
| 11     | Oldham Athletic                 | 1–1       | Bristol Rovers              | 14 dicembre 1935 |
| Replay | Bristol Rovers                  | 4–1       | Oldham Athletic             | 18 dicembre 1935 |
| 12     | Southend United                 | 5–0       | Burton Town                 | 14 dicembre 1935 |
| 13     | Halifax Town                    | 1–1       | Hartlepools United          | 14 dicembre 1935 |
| Replay | Hartlepools United              | 0–0       | Halifax Town                | 18 dicembre 1935 |
| Replay | Halifax Town                    | 1–4       | Hartlepools United          | 23 dicembre 1935 |
| 14     | Stalybridge Celtic              | 0–1       | Darlington                  | 14 dicembre 1935 |
| 15     | Margate                         | 3–1       | Crystal Palace              | 14 dicembre 1935 |
| 16     | Workington                      | 5–1       | Kidderminster Harriers      | 14 dicembre 1935 |
| 17     | Rotherham United                | 1–1       | Watford                     | 14 dicembre 1935 |
| Replay | Watford                         | 1–0       | Rotherham United            | 18 dicembre 1935 |

## Terzo turno
| Gara   | Squadra di casa         | Risultato | Squadra in trasferta            | Data            |
| ------ | ----------------------- | --------- | ------------------------------- | --------------- |
| 1      | Blackpool               | 3–1       | Margate                         | 11 gennaio 1936 |
| 2      | Darlington              | 2–3       | Bury                            | 11 gennaio 1936 |
| 3      | Burnley                 | 0–0       | Sheffield United                | 11 gennaio 1936 |
| Replay | Sheffield United        | 2–1       | Burnley                         | 16 gennaio 1936 |
| 4      | Liverpool               | 1–0       | Swansea Town                    | 11 gennaio 1936 |
| 5      | Southall                | 1–4       | Watford                         | 11 gennaio 1936 |
| 6      | Reading                 | 1–3       | Manchester United               | 11 gennaio 1936 |
| 7      | Walsall                 | 0–2       | Newcastle United                | 11 gennaio 1936 |
| 8      | Leicester City          | 1–0       | Brentford                       | 11 gennaio 1936 |
| 9      | Notts County            | 0–0       | Tranmere Rovers                 | 11 gennaio 1936 |
| Replay | Tranmere Rovers         | 4–3       | Notts County                    | 15 gennaio 1936 |
| 10     | Blackburn Rovers        | 1–1       | Bolton Wanderers                | 11 gennaio 1936 |
| Replay | Bolton Wanderers        | 0–1       | Blackburn Rovers                | 15 gennaio 1936 |
| 11     | Aston Villa             | 0–1       | Huddersfield Town               | 11 gennaio 1936 |
| 12     | Wolverhampton Wanderers | 1–1       | Leeds United                    | 11 gennaio 1936 |
| Replay | Leeds United            | 3–1       | Wolverhampton Wanderers         | 15 gennaio 1936 |
| 13     | Crewe Alexandra         | 1–1       | Sheffield Wednesday             | 11 gennaio 1936 |
| Replay | Sheffield Wednesday     | 3–1       | Crewe Alexandra                 | 15 gennaio 1936 |
| 14     | Middlesbrough           | 1–0       | Southampton                     | 11 gennaio 1936 |
| 15     | West Bromwich Albion    | 2–0       | Hull City                       | 11 gennaio 1936 |
| 16     | Sunderland              | 2–2       | Port Vale                       | 11 gennaio 1936 |
| Replay | Port Vale               | 2–0       | Sunderland                      | 13 gennaio 1936 |
| 17     | Derby County            | 3–2       | Dartford                        | 11 gennaio 1936 |
| 18     | Everton                 | 1–3       | Preston North End               | 11 gennaio 1936 |
| 19     | Doncaster Rovers        | 1–2       | Nottingham Forest               | 11 gennaio 1936 |
| 20     | Stockport County        | 2–3       | Plymouth Argyle                 | 11 gennaio 1936 |
| 21     | Tottenham Hotspur       | 4–4       | Southend United                 | 11 gennaio 1936 |
| Replay | Southend United         | 1–2       | Tottenham Hotspur               | 15 gennaio 1936 |
| 22     | Manchester City         | 3–1       | Portsmouth                      | 11 gennaio 1936 |
| 23     | Fulham                  | 2–1       | Brighton & Hove Albion          | 11 gennaio 1936 |
| 24     | Barnsley                | 3–3       | Birmingham                      | 11 gennaio 1936 |
| Replay | Birmingham              | 0–2       | Barnsley                        | 15 gennaio 1936 |
| 25     | Bristol Rovers          | 1–5       | Arsenal                         | 11 gennaio 1936 |
| 26     | West Ham United         | 2–2       | Luton Town                      | 11 gennaio 1936 |
| Replay | Luton Town              | 4–0       | West Ham United                 | 15 gennaio 1936 |
| 27     | Norwich City            | 1–1       | Chelsea                         | 11 gennaio 1936 |
| Replay | Chelsea                 | 3–1       | Norwich City                    | 15 gennaio 1936 |
| 28     | Bradford City           | 1–0       | Bournemouth & Boscombe Athletic | 11 gennaio 1936 |
| 29     | Millwall                | 0–0       | Stoke City                      | 11 gennaio 1936 |
| Replay | Stoke City              | 4–0       | Millwall                        | 15 gennaio 1936 |
| 30     | Clapton Orient          | 3–0       | Charlton Athletic               | 11 gennaio 1936 |
| 31     | Bradford Park Avenue    | 3–2       | Workington                      | 11 gennaio 1936 |
| 32     | Hartlepools United      | 0–0       | Grimsby Town                    | 11 gennaio 1936 |
| Replay | Grimsby Town            | 4–1       | Hartlepools United              | 14 gennaio 1936 |

## Quarto turno
| Gara   | Squadra di casa      | Risultato | Squadra in trasferta | Data             |
| ------ | -------------------- | --------- | -------------------- | ---------------- |
| 1      | Liverpool            | 0–2       | Arsenal              | 25 gennaio 1936  |
| 2      | Preston North End    | 0–0       | Sheffield United     | 25 gennaio 1936  |
| Replay | Sheffield United     | 2–0       | Preston North End    | 30 gennaio 1936  |
| 3      | Leicester City       | 6–3       | Watford              | 25 gennaio 1936  |
| 4      | Sheffield Wednesday  | 1–1       | Newcastle United     | 27 gennaio 1936  |
| Replay | Newcastle United     | 3–1       | Sheffield Wednesday  | 29 gennaio 1936  |
| 5      | Middlesbrough        | 3–0       | Clapton Orient       | 25 gennaio 1936  |
| 6      | Derby County         | 2–0       | Nottingham Forest    | 25 gennaio 1936  |
| 7      | Tranmere Rovers      | 2–4       | Barnsley             | 25 gennaio 1936  |
| 8      | Tottenham Hotspur    | 1–0       | Huddersfield Town    | 25 gennaio 1936  |
| 9      | Manchester City      | 2–1       | Luton Town           | 25 gennaio 1936  |
| 10     | Fulham               | 5–2       | Blackpool            | 25 gennaio 1936  |
| 11     | Bradford City        | 3–1       | Blackburn Rovers     | 3 febbraio 1936  |
| 12     | Chelsea              | 4–1       | Plymouth Argyle      | 25 gennaio 1936  |
| 13     | Bradford Park Avenue | 1–1       | West Bromwich Albion | 29 gennaio 1936  |
| Replay | West Bromwich Albion | 1–1       | Bradford Park Avenue | 3 febbraio 1936  |
| Replay | Bradford Park Avenue | 2–0       | West Bromwich Albion | 10 febbraio 1936 |
| 14     | Port Vale            | 0–4       | Grimsby Town         | 25 gennaio 1936  |
| 15     | Leeds United         | 3–2       | Bury                 | 29 gennaio 1936  |
| 16     | Stoke City           | 0–0       | Manchester United    | 25 gennaio 1936  |
| Replay | Manchester United    | 0–2       | Stoke City           | 29 gennaio 1936  |

## Quinto turno
| Gara   | Squadra di casa      | Risultato | Squadra in trasferta | Data             |
| ------ | -------------------- | --------- | -------------------- | ---------------- |
| 1      | Grimsby Town         | 3–2       | Manchester City      | 15 febbraio 1936 |
| 2      | Middlesbrough        | 2–1       | Leicester City       | 15 febbraio 1936 |
| 3      | Sheffield United     | 3–1       | Leeds United         | 15 febbraio 1936 |
| 4      | Newcastle United     | 3–3       | Arsenal              | 15 febbraio 1936 |
| Replay | Arsenal              | 3–0       | Newcastle United     | 19 febbraio 1936 |
| 5      | Barnsley             | 2–1       | Stoke City           | 15 febbraio 1936 |
| 6      | Bradford City        | 0–1       | Derby County         | 15 febbraio 1936 |
| 7      | Chelsea              | 0–0       | Fulham               | 19 febbraio 1936 |
| Replay | Fulham               | 3–2       | Chelsea              | 24 febbraio 1936 |
| 8      | Bradford Park Avenue | 0–0       | Tottenham Hotspur    | 15 febbraio 1936 |
| Replay | Tottenham Hotspur    | 2–1       | Bradford Park Avenue | 17 febbraio 1936 |

## Sesto turno
| Gara | Squadra di casa  | Risultato | Squadra in trasferta | Data             |
| ---- | ---------------- | --------- | -------------------- | ---------------- |
| 1    | Grimsby Town     | 3–1       | Middlesbrough        | 29 febbraio 1936 |
| 2    | Sheffield United | 3–1       | Tottenham Hotspur    | 29 febbraio 1936 |
| 3    | Fulham           | 3–0       | Derby County         | 29 febbraio 1936 |
| 4    | Arsenal          | 4–1       | Barnsley             | 29 febbraio 1936 |

## Semifinali
| Wolverhampton 21 marzo 1936, ore 15:00 (GMT 0) | Sheffield Utd | 2 – 1 | Fulham | Molineux Stadium |

| Huddersfield 21 marzo 1936, ore 15:00 (GMT 0) | Arsenal | 1 – 0 | Grimsby Town | Leeds Road |

## Finale
| Arbitro: | Harry Nattrass |

|           |           |  |
| Drake 75’ | Marcatori |  |

| Arsenal | Sheffield United |

|                |    |                |  |
|                |    |                |  |
| P              | 1  | Alex Wilson    |  |
| D              | 2  | George Male    |  |
| D              | 3  | Eddie Hapgood  |  |
| C              | 4  | Jack Crayston  |  |
| C              | 5  | Herbie Roberts |  |
| C              | 6  | Wilf Copping   |  |
| A              | 7  | Joe Hulme      |  |
| A              | 8  | Ray Bowden     |  |
| A              | 9  | Ted Drake      |  |
| A              | 10 | Alex James (C) |  |
| A              | 11 | Cliff Bastin   |  |
| Manager:       |    |                |  |
| George Allison |    |                |  |

|               |    |                   |  |
|               |    |                   |  |
| P             | 1  | Jack Smith        |  |
| D             | 2  | Harry Hooper (C)  |  |
| D             | 3  | Charlie Wilkinson |  |
| C             | 4  | Ernest Jackson    |  |
| C             | 5  | Tom Johnson       |  |
| C             | 6  | Archie McPherson  |  |
| A             | 7  | Harold Barton     |  |
| A             | 8  | Bobby Barclay     |  |
| A             | 9  | Jock Dodds        |  |
| C             | 10 | Jack Pickering    |  |
| A             | 11 | Bertie Williams   |  |
| Manager:      |    |                   |  |
| Teddy Davison |    |                   |  |

| REGOLE DELLA PARTITA - Gara unica. - Tempi supplementari in caso di pareggio al 90°. - Ripetizione in caso di ulteriore parità dopo i tempi supplementari. |